# Chủ nghĩa phục hồi lãnh thổ

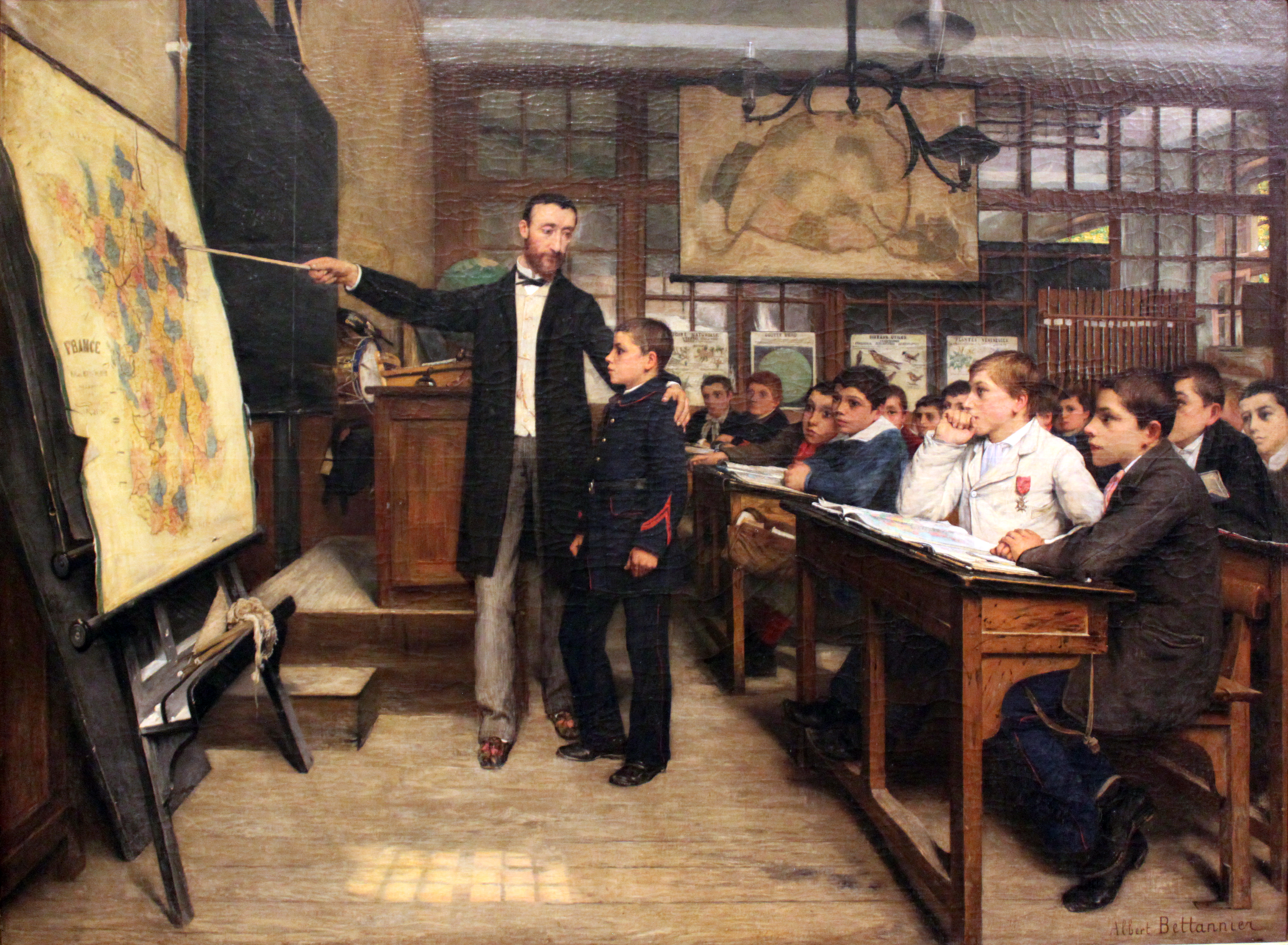
Một bức tranh vẽ năm 1887 mô tả các học sinh ở Pháp đang được dạy về tỉnh Alsace-Lorraine bị mất trong hậu quả của Chiến tranh Pháp-Phổ được mô tả bằng màu đen trên bản đồ nước Pháp.

Chủ nghĩa phục hồi lãnh thổ là bất kỳ phong trào chính trị hoặc phổ biến nào tìm cách tuyên bố hoặc đòi lại và chiếm giữ một vùng đất mà các thành viên của phong trào coi là một lãnh thổ "bị mất" (hoặc "không được đền đáp") từ quá khứ của quốc gia họ.
Nhiều nhà nước chính thức hóa các yêu sách phục hồi lãnh thổ của họ bằng cách đưa chúng vào các văn bản hiến pháp của họ, hoặc thông qua các biện pháp bảo tồn pháp lý khác. Các yêu sách lãnh thổ như vậy được chứng minh dựa trên các quan niệm quốc gia thực sự hoặc tưởng tượng về các liên kết lãnh thổ, tôn giáo hoặc dân tộc lịch sử. Chủ nghĩa phục hồi lãnh thổ có thể được phong trào chủ nghĩa dân tộc và chủ nghĩa dân tộc pan ủng hộ bởi và đã trở thành một đặc trưng của chính trị bản sắc, và văn hóa, và địa lý chính trị. Chủ nghĩa phục hồi lãnh thổ có thể hoạt động như một động cơ cho chính phủ để chuyển hướng sự bất mãn của công dân của họ tập trung vào người nước ngoài.